# Cheilinus
Cheilinus es un género de peces de la familia de los Labridae y del orden de los Perciformes.

## Especies
Existen 8 especies de este género, de acuerdo con FishBase:
- Cheilinus abudjubbe Rüppell, 1835
- Cheilinus chlorourus (Bloch, 1791)
- Cheilinus fasciatus (Bloch, 1791)
- Cheilinus lunulatus (Forsskål, 1775)
- Cheilinus oxycephalus Bleeker, 1853
- Cheilinus oxyrhynchus Bleeker, 1862
- Cheilinus trilobatus Lacépède, 1801
- Cheilinus undulatus Rüppell, 1835